# Аль-Бакр, Ахмад Хасан
А́хмед Ха́сан аль-Ба́кр аль-Ома́р (1 июля 1914 — 4 октября 1982) — иракский военный, политический и государственный деятель. Президент Ирака в 1968—1979 годах.

## Биография
Родился 1 июля 1914 года в деревне Аль-Ауджа под городом Тикрит.
Получил диплом и проработал шесть лет учителем начальной школы. В 1938 поступил в Королевский иракский военный колледж. В 1941 принял активное участие в антибританском и прогерманском военном перевороте Рашида Али аль-Гайлани. После подавления восстания был заключён в тюрьму, а затем уволен из вооружённых сил. В 1957 ему удалось восстановиться в армии. Тогда же он вступил в подпольную организацию «Свободные офицеры».
В 1958 в стране произошла революция. В 1959 А. Х. аль-Бакр был вынужден снова уйти в отставку из-за участия в мартовском восстании в Мосуле против Касема
В ходе вооруженного переворота 8 февраля 1963 года занял пост премьер-министра Ирака, как один из руководителей переворота — представитель партии «Баас».
Пришедшая к власти партия «Баас» начала, с помощью «Национальной гвардии», репрессии против коммунистов и других оппозиционных сил. С февраля по ноябрь 1963 года было убито около 5 тыс. чел., а более 10 тыс. брошены в тюрьмы. Но вместе с тем обострились противоречия между Баас, иракскими насеристами и ДАН, которые разошлись во мнениях относительно подхода к переговорам об объединении Ирака с Египтом, результатом чего стал распад Социалистического блока.
Репрессии со стороны правительства подорвало доверие к политике властей у феодалов и крестьян. В это же время на севере начались очередные военные действия с курдскими повстанцами.
Попытки Баас найти выход из создавшегося положения привело к обострению противоречий в партийном руководстве. В сентябре 1963 года в нём образовались две группировки, разногласия между которыми переросли в военные столкновения.
Ареф воспользовался сложившейся ситуацией и 18 ноября при поддержке военных организовал государственный переворот, отстранив баасистов от власти. Многие лидеры партии Баас были арестованы. В январе 1964 года поста премьер-министра лишился Ахмед Хасан аль-Бакр, на его место пришёл Тахир Яхья. Отстранив баасистов от власти, Ареф тем самым сосредоточил в своих руках всю полноту власти и установил в стране режим военной диктатуры.
В феврале 1964 года общеарабское руководство «Баас» приняло решение о создании нового иракского руководства «Баас» в составе пяти человек, среди которых были популярный в стране генерал Ахмед Хасан аль-Бакр и Саддам Хусейн. Генеральным секретарем регионального руководства иракской партии «Баас» становится Ахмед Хасан аль-Бакр.
Весной 1968 года в Ираке в быстром темпе следовали друг за другом правительственные кризисы. В апреле тринадцать отставных офицеров, среди которых двое были бывшими премьер-министрами и пять баасистами, представили Арефу меморандум, требуя увольнения премьер-министра Тахира Яхья, учреждения законодательного собрания и формирования нового правительства. В следующем месяце президент Ареф, опасаясь потерять власть, отсрочил ещё на два года выборы в парламент, выработку и введение в действие конституции, но против него уже готовился заговор.
Активную деятельность против правительства развернула нелегальная организация молодых офицеров «Арабское революционное движение», ставившая своей целью свержение существующего режима. Для подготовки переворота руководители этой организации заместитель начальника второго бюро разведки полковник Абд-ар-Раззак ан-Найеф и командующий президентской гвардией генерал Ибрагим Абд-ар-Рахман Дауд установили связь с руководителями партии Баас — генералами Ахмед Хасаном аль-Бакром, Салехом Махди Аммашем, Харданом Тикрити и с группой консервативных офицеров, возглавляемой генералом Абдель Азизом аль-Окайли.
17 июля 1968 года в результате бескровного переворота партия «Баас» пришла к власти в Ираке. Багдадское радио объявило об очередном перевороте; на этот раз прозвучало, что партия Баас «взяла власть и покончила с коррумпированным и слабым режимом, который представляла клика невежд, безграмотных корыстолюбцев, воров, шпионов и сионистов».
Президент Абдель Рахман Ареф (брат погибшего президента Абдель Салама Арефа) был отправлен в ссылку в Лондон. Придя к власти, баасисты сразу стали избавляться от потенциальных соперников. Спустя 14 дней после переворота участники заговора Найеф, Дауд и Насер аль-Хани, входившие в организацию «Арабское революционное движение», были отстранены от власти. Власть сосредоточилась в руках аль-Бакра.
В период его правления Ирак экономически рос благодаря высоким мировым ценам на нефть, что укрепило позиции страны в арабском мире и повысило уровень жизни иракцев. Были проведены земельные реформы, доходы и богатство распределялись более справедливо, чем ранее.
11 декабря 1970 было заключено «Курдское соглашение об автономии», подтвердившее культурные права курдского меньшинства. С 1 июня 1972 началась национализация нефтяной промышленности в стране (считалось, что Иракская нефтяная компания, действовавшая в стране с 1927 года, манипулировала экономикой и политикой Ирака при поддержке британского правительства).
Активная социальная политика привела к тому, что в 1977 ЮНЕСКО объявило, что образование в Ираке стало сопоставимо с уровнем образования в скандинавских странах.
9 апреля 1972 был подписан Договор о дружбе с СССР.
В октябре 1973 года, во время арабо-израильской войны, была оказана военная поддержка сирийской армии.
В начале своего правления просил Иран вернуть останки халифа Харуна ар-Рашида, поскольку он был символом Багдада в его золотой век (получил отказ).
После прихода к власти в стране партия «Баас» сформировала Совет революционного командования во главе с аль-Бакром. В списке Совета 31-летний Саддам Хусейн значился под номером 5; Саддам, заместитель аль-Бакра по партийной и государственной линии, отвечал за внутреннюю безопасность в стране, иными словами, курировал партийные и государственные спецслужбы. Контроль над спецслужбами позволил Саддаму Хусейну в дальнейшем сосредоточить реальную власть в своих руках.
16 июля 1979 года президент Ирака аль-Бакр ушёл в отставку, якобы по болезни. Его преемником на всех постах был объявлен Саддам Хусейн.
Незадолго до смерти А. Х. аль-Бакр перенёс инсульт, умер от сердечного приступа и похоронен на кладбище аль-Карх в Багдаде.